# Norma Herrera
Norma Edith Herrera Ysunza (Cidade do México, 24 de maio de 1942) é uma atriz mexicana. Conhecida na América Latina por suas atuações em telenovelas, como La dueña, Tres mujeres, Amor bravío, entre outras.

## Biografia
Aos 15 anos, ela recebeu um diploma de professora. Além de sua carreira de atriz, que começou a partir dos anos 1960, ela desenvolveu uma carreira como cantora e gravou.
Começou carreira como atriz em telenovelas mexicanas na década de 1960. Destacou no cenário nacional interpretando personagens marcantes nos melodramas. Destacou-se em El derecho de nacer, 'El maleficio, protagonizou Cicatrices del alma e Muñeca rota.
Após oito anos reclusa das telenovelas, voltou em 1995, integrando o elenco de La dueña, produção de Florinda Meza, onde deu vida à matriarca Berenice Villareal, tia da protagonista Regina (Angélica Rivera) e mãe da grande vilã Laura (Cynthia Klitbo). Em 1998, volta a atuar com Angélica Rivera em Huracán, dessa vez interpretando sua mãe, Alfonsina.
Em 1999, protagonizou com Erika Buenfil e Karyme Lozano a telenovela Tres mujeres. Participou também de Barrera de amor, Mar de amor, Amor bravío, Mi corazón es tuyo e várias outras produções.

## Vida pessoal
Ela era a esposa do produtor Raúl Araiza, (falecido em janeiro de 2013), de quem se divorciou e teve 2 filhos, também atores Raúl Araiza Herrera e Armando Araiza. Ele tem quatro netas: Roberta e Camila, filhas de Raúl, e Romina e Paulina, filhas de Armando.

## Filmografia

### Televisão
| Ano  | Título                       | Personagem                        | Notas                                 |
| ---- | ---------------------------- | --------------------------------- | ------------------------------------- |
| 1965 | Un grito en la obscuridad    |                                   |                                       |
| 1967 | Deborah                      |                                   |                                       |
| 1968 | Pasión gitana                |                                   |                                       |
| 1968 | En busca del paraíso         |                                   |                                       |
| 1969 | Más allá de la muerte        | Hildegard                         |                                       |
| 1970 | La sonrisa del Diablo        | Laura                             |                                       |
| 1970 | La cruz de Marisa Cruces     | Mónica                            |                                       |
| 1970 | La Constitución              | Elisa Acuña Rossetti              |                                       |
| 1972 | Las gemelas                  | Susana                            |                                       |
| 1972 | El carruaje                  | Sofía                             |                                       |
| 1973 | Los que ayudan a Dios        | Alicia                            |                                       |
| 1975 | El milagro de vivir          | Leonora                           |                                       |
| 1978 | Muñeca rota                  | Gladys                            |                                       |
| 1980 | Cancionera                   | Norma                             |                                       |
| 1981 | El derecho de nacer          | María                             |                                       |
| 1983 | El maleficio                 | Nora                              |                                       |
| 1983 | El show de la numero uno     | Ela mesma                         | Telefilme                             |
| 1986 | Cicatrices del alma          | Elvira                            |                                       |
| 1987 | Yesenia                      | Marisela                          |                                       |
| 1990 | Mujer, casos de la vida real | —                                 | Episódio: "El ídolo"                  |
| 1995 | Mujer, casos de la vida real | Anitta                            | Episódio: "¿Que hago con mi dolor?"   |
| 1995 | La dueña                     | Berenice Villareal Vda. de Castro |                                       |
| 1997 | Huracán                      | Alfonsina Taviani de Robles       |                                       |
| 1999 | Tres mujeres                 | Greta Saraldi de Uriarte-Minski   |                                       |
| 2000 | Carita de ángel              | Paulina de Valle                  |                                       |
| 2002 | Cómplices al rescate         | Doña Pura                         |                                       |
| 2005 | Big Brother VIP              | Ela mesma                         | Episódio: "Super miércoles de Madres" |
| 2005 | Barrera de amor              | Remedios Gómez                    |                                       |
| 2007 | Amor mío                     | Patrícia Herrera                  | Episódio: "Divino divan"              |
| 2008 | Un gancho al corazón         | Alicia Rosales                    |                                       |
| 2009 | Hazlo por ti                 | Ela mesma                         | Telefilme                             |
| 2009 | Mar de amor                  | Violeta (Maestra Violeta)         |                                       |
| 2011 | Una familia con suerte       | Doña Rebeca Garza de Treviño      |                                       |
| 2012 | Amor bravío                  | Rocío Mendiola de Albarrán        |                                       |
| 2012 | Todo incluido                | —                                 |                                       |
| 2013 | Nueva vida                   | —                                 | Episódio: "Bebé"                      |
| 2013 | Libre para amarte            | Gilda                             | Episódios: "11-17 de outubro de 2013" |
| 2014 | Mi corazón es tuyo           | Soledad Fuentes                   |                                       |
| 2015 | Simplemente María            | Carmina                           |                                       |
| 2018 | Por amar sin ley             | Lucrecia de Noriega               | Temporada 2                           |
| 2021 | Diseñando tu amor            | Adelaida Vargas Villaponte        |                                       |
| 2023 | Gloria Trevi: Ellas soy yo   | Aurora Tamez de Arredondo         |                                       |

### Cinema
| Ano  | Título                                       | Personagem         | Notas                        |
| ---- | -------------------------------------------- | ------------------ | ---------------------------- |
| 1979 | El patrullero 777                            | Mulher grávida     |                              |
| 1981 | Fuego en el mar                              | Gloria Ortega      | Prêmio Ariel de Melhor Atriz |
| 1988 | El Fiscal de hierro                          |                    |                              |
| 1988 | Pero sigo siendo el rey                      |                    |                              |
| 1988 | Los Camaroneros                              |                    |                              |
| 1987 | Fuga al destino                              | Paulina            |                              |
| 1989 | Al margen de la ley                          | Elisa              |                              |
| 1989 | El Fiscal de hierro 2: La venganza de Ramona |                    |                              |
| 1989 | El Judas en la frontera                      |                    |                              |
| 1990 | Atrapados                                    |                    |                              |
| 1990 | Calles sangrientas                           |                    |                              |
| 1990 | Emboscada aka Ambush                         |                    |                              |
| 1990 | El Fiscal de hierro                          |                    |                              |
| 1990 | Pablo Metralla                               |                    |                              |
| 1991 | Hacer el amor con otro                       |                    |                              |
| 1991 | Trágico carnaval                             |                    |                              |
| 1991 | Esa mujer me vuelve loco                     | Yolanda            |                              |
| 1991 | Chicago, pandillas salvajes                  | Ana Rosa           |                              |
| 1991 | Chicago, pandillas salvajes II               | Ana Rosa           |                              |
| 1991 | La Bella y La Bestia                         | Sr. Potts          | Dublagem                     |
| 1992 | Vintage model                                | Alícia Rivadeneira |                              |
| 1992 | Comando terrorista                           | Sargento           |                              |
| 1993 | El Fiscal de hierro 4                        |                    |                              |
| 1993 | S.I.D.A. - Síndrome de muerte                | Sônia              |                              |
| 1997 | La Bella y la Bestia: Una navidad encantada  | Sra. Potts         | Dublagem                     |
| 1998 | El mundo mágico de Bella                     | Sra. Potts         | Dublagem                     |
| 1999 | Sangre prisionera                            |                    |                              |
| 2001 | Corazones rotos aka Broken                   | Sra. Cano          |                              |

## Teatro
- Las muchacas del club (2015): Dóris - com Helena Rojo e Julissa[3]
- Cri Cri - el musical (2018)[4]

## Prêmios e indicações
| Ano  | Festival                        | Categoria                                     | Nomeações                                     | Resultado |
| ---- | ------------------------------- | --------------------------------------------- | --------------------------------------------- | --------- |
| 1980 | Prêmio Ariel de Cinema Mexicano | Melhor Atriz                                  | Fuego en el mar                               | Venceu    |
| 1984 | Prêmio TVyNovelas               | Melhor Tema Musical                           | El maleficio                                  | Venceu    |
| 1984 | Premios La Maravilla            | Melhor Atriz Coadjuvante                      | El maleficio                                  | Venceu    |
| 1985 | Prêmios ACE de Nova York        | Melhor Atriz                                  | El maleficio                                  | Venceu    |
| 1987 | Prêmio TVyNovelas               | Melhor Atriz Protagonista                     | Cicatrices del alma                           | Indicada  |
| 1996 | Prêmio TVyNovelas               | Melhor Atriz Co-Protagonista                  | La dueña                                      | Indicada  |
| 1999 | Prêmios Bravo                   | Melhor Atriz                                  | Tres mujeres                                  | Venceu    |
| 2000 | Prêmio TVyNovelas               | Melhor Primeira Atriz                         | Tres mujeres                                  | Venceu    |
| 2015 | Prêmios Choca de Oro            | Prêmios especial por seus 50 anos de carreira | Prêmios especial por seus 50 anos de carreira | Venceu    |